# دارالامان
دارالامان منطقه‌ای در افغانستان واقع در جنوب غربی شهر کابل می‌باشد.
این منطقه در ۱۹۲۰ میلادی توسط شاه امان‌الله خان برنامه‌ریزی شد تا به یک شهر پایتخت جدید تبدیل شود و ساختمان‌های متعدد و قصرها از جمله قصر دارالامان، موزه ملی افغانستان و قصر تاج‌بیگ ساخته شد.